# Drive-by-wire

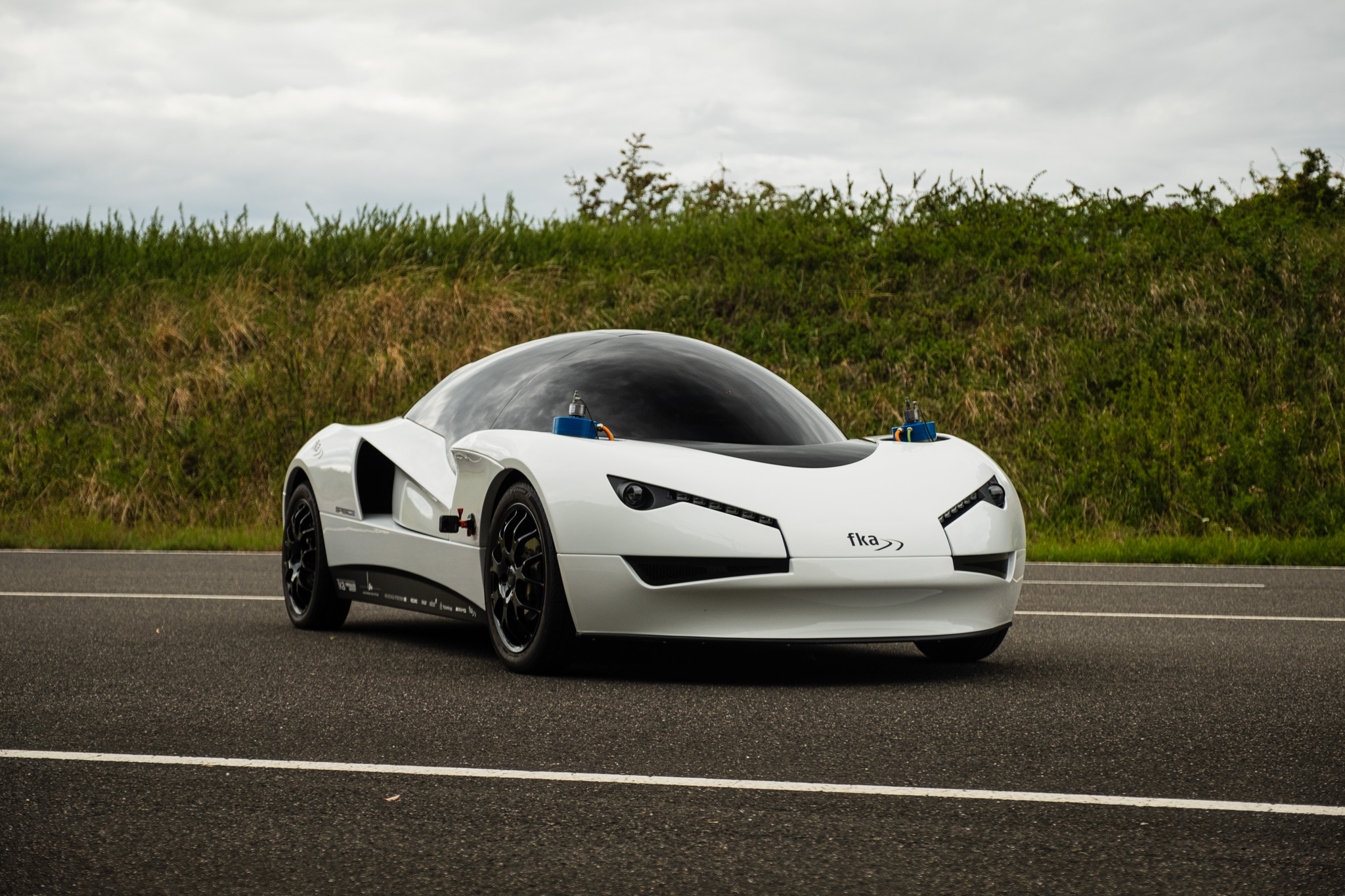
Carro com sistemas Drive-by-wire

Drive-by-wire é um sistema de controle eletrônico que administra os dispositivos de controle (acelerador, freio e direção de um automóvel). Esse sistema é visto em carros de alta performance (Fórmula 1, Ferrari, Mclaren, etc), tendo como exemplo o controle de tração (proibido há algumas temporadas) e o acelerador automático.
É também visto em modelos de carros de rua, dos mais modernos até os populares Fiat Palio, muitos tem esse dispositivo de série.